# Nephromma barberi
Nephromma barberi är en skalbaggsart som beskrevs av Wittmer 1976. Nephromma barberi ingår i släktet Nephromma och familjen Phengodidae. Inga underarter finns listade i Catalogue of Life.